# Ernst Béen
Ernst Theodor Béen, född 23 december 1916 i Ängelholm, död 1964 i Landskrona, var en svensk konstnär.
Han var son till förrådsförvaltaren Robert Béen och Anna Emanuelsson. Béen studerade vid Konsthögskolan i Stockholm 1941-1942 samt vid den danska konstakademien i Köpenhamn 1946-1947. Han medverkade sedan 1944 i utställningar med Skånes konstförening och Helsingborgs konstförening. Hans konst består av landskapsbilder ofta med snömotiv och med motiv hämtade från ön Ven och den skånska östkusten. 